# 水島哲
水島 哲（みずしま てつ、1929年2月3日 - 2015年6月27日）は、日本の作詞家。

## 人物
1929年2月3日、宮城県仙台市出身。本名は安倍亮一。
早稲田大学理工学部在学中より音楽業界に入り、1958年に平尾昌章が歌った『星は何でも知っている』で作詞家としてデビュー。
その後、読売新聞社に記者として入社。東京本社文化部記者として音楽関係の記事や評論を書きながら、一方では作詞家として数々の作品を世に送り出す。
1989年頃まで読売新聞に在職しており、その後フリーの音楽評論家となった。
2015年6月27日、大腸癌のため死去。86歳没。

## 作風
水島は洋楽曲の訳詞、和製ポップス、演歌、グループ・サウンズまでジャンルを問わない創作活動を行っていた。本人は「本業の記者として論理的な記事を書いていた一方で、非論理的な、感情を盛り込む仕事として作詞を行っていた」旨のコメントを残している。

## 主な作品
- 西郷輝彦
  - 「君だけを」（作曲：北原じゅん）
  - 「チャペルに続く白い道」（作曲：北原じゅん）
  - 「十七才のこの胸に」（作曲：北原じゅん）
  - 「この虹の消える時にも」（作曲：北原じゅん）

- 布施明
  - 「おもいで」（作曲：平尾昌晃） - 後述の平尾昌章の曲のリメイク版
  - 「銀の涙」（作曲：平尾昌晃）
  - 「霧の摩周湖」（作曲：平尾昌晃）

- 平尾昌章
  - 「星は何でも知っている」（作曲：津々美洋）
  - 「哀愁のバイパス道路」（作曲：吉田正）
  - 「おもいで」（作曲：平尾昌晃）

- 三田明
  - 「恋人の泉」（作曲：吉田正）
  - 「薔薇の涙」（作曲：吉田正）

- 和田浩治
  - 「純情愚連隊」（作曲：不明）

- 渡哲也
  - 「いつまでも二人で」（作曲：叶弦大）
  - 「星よ嘆くな」（作曲：叶弦大）

- ザ・ランチャーズ
  - 「真冬の帰り道」（作曲：喜多嶋修）

- 柴山モモ子
  - 「東京っ子」（作曲：北原じゅん）